# Coppa Iberica 2024 (pallavolo maschile)
La Coppa Iberica 2024, 2ª edizione dell'omonima competizione, si è svolta dal 21 al 22 settembre 2024: al torneo hanno partecipato quattro squadre di club tra portoghesi e spagnole e la vittoria finale è andata per la prima volta allo Sporting Lisbona.

## Formula
La formula ha previsto semifinali, finale terzo posto e finale.

## Squadre partecipanti
| Squadra          | Qualificazione                                                |
| ---------------- | ------------------------------------------------------------- |
| Benfica          | Vincitrice Primeira Divisão 2023-24                           |
| Sporting Lisbona | Vincitrice Coppa di Portogallo 2023-24                        |
| Guaguas          | Vincitrice Coppa del Re 2023-24/Superliga de Voleibol 2023-24 |
| Río Duero Soria  | Finale play-off scudetto Superliga de Voleibol 2023-24        |

## Torneo
|  | Semifinali       | Semifinali |         |                  | Finale          | Finale          |  |
|  |                  |            |         |                  |                 |                 |  |
|  | Guaguas          | 1          |         |                  |                 |                 |  |
|  | Guaguas          | 1          |         |                  |                 |                 |  |
|  | Sporting Lisbona | 3          |         |                  |                 |                 |  |
|  | Sporting Lisbona | 3          |         | Sporting Lisbona | 3               |                 |  |
|  |                  |            |         | Sporting Lisbona | 3               |                 |  |
|  |                  |            | Benfica | 1                |                 |                 |  |
|  | Benfica          | 3          | Benfica | 1                |                 |                 |  |
|  | Benfica          | 3          |         |                  |                 |                 |  |
|  | Río Duero Soria  | 0          |         |                  | Finale 3º posto | Finale 3º posto |  |
|  | Río Duero Soria  | 0          |         |                  |                 |                 |  |
|  |                  |            |         |                  |                 |                 |  |
|  |                  |            |         |                  | Guaguas         | 3               |  |
|  |                  |            |         |                  | Guaguas         | 3               |  |
|  |                  |            |         |                  | Río Duero Soria | 0               |  |

### Semifinali
| 21 settembre 2024 Centro de Desportos e Congressos, Matosinhos Durata: 1h:54 - Spettatori: 200 | Guaguas | 1 - 3 | Sporting Lisbona | 25-15, 20-25, 23-25, 23-25 |
| 21 settembre 2024 Centro de Desportos e Congressos, Matosinhos Durata: 1h:06 - Spettatori: 300 | Benfica | 3 - 0 | Río Duero Soria  | 30-28, 25-22, 26-24        |

### Finale 3º posto
| 22 settembre 2024 Centro de Desportos e Congressos, Matosinhos Durata: 1h:22 - Spettatori: 100 | Guaguas | 3 - 0 | Río Duero Soria | 25-20, 26-24, 25-23 |

### Finale
| 22 settembre 2024 Centro de Desportos e Congressos, Matosinhos Durata: 1h:57 - Spettatori: 573 | Sporting Lisbona | 3 - 1 | Benfica | 25-22, 18-25, 25-18, 25-22 |

## Classifica finale
| Pos | Squadra          |
| --- | ---------------- |
| Oro | Sporting Lisbona |
| 2   | Benfica          |
| 3   | Guaguas          |
| 4   | Río Duero Soria  |